# Avions Voisin C14
L’Avions Voisin C14 est une automobile française produite à près de mille huit cents exemplaires par le constructeur Avions Voisin de 1928 à 1932. Simple évolution de la C11, elle est comme celle-ci munie d’un moteur à six cylindres en ligne. Elle est proposée par le constructeur en huit carrosseries différentes, ou sous forme de châssis nu. Plusieurs exemplaires subsistent au XXIe siècle, dont certains sont visibles dans des musées ; l’un d’eux est classé monument historique.

## Technique

### Moteur et châssis
La Voisin C14 est propulsée par le même six cylindres en ligne sans soupapes à chemises louvoyantes que la Voisin C11, avec les mêmes cylindrée de 2 326 cm3, alésage de 67 mm et course de 110 mm. Développant la puissance de 66 ch, son alimentation en carburant est assurée par un carburateur Zénith. L’allumage est à Delco ; le liquide de refroidissement est mis en circulation grâce à un thermosiphon. L’embrayage multidisque transmet la puissance à une boîte de vitesses à trois rapports, à laquelle s’ajoutent une marche arrière et un démultiplicateur, portant le total à six vitesses avant (et deux en marche arrière). À partir de 1930, la commande de boîte est munie d’un système à relais électromécanique développé en collaboration avec Cotal, permettant de disposer d’une commande au volant pour des changements de vitesse plus aisés. La transmission se fait aux roues arrière selon l’architecture classique à propulsion. La vitesse maximale se monte à 115 km/h.
Le châssis, codé « Charmant » dans la nomenclature de l’usine, est réalisé en tôle emboutie et supporte, outre le moteur et la transmission, des suspensions à ressorts à lames semi-elliptiques aux quatre roues. Le train arrière à pont rigide est à essieu banjo, réalisé d’une seule pièce.  Les freins sont à tambours aux quatre roues également, et sont actionnés via un servofrein Dewandre.

### Carrosseries
L’usine propose la C14 soit sous forme de châssis nu, à confier par le client au carrossier de son choix, soit avec diverses carrosseries d’usine, qui sont toutes réalisées en aluminium selon l’usage chez Voisin. D’autres caractéristiques habituelles des carrosseries Voisin s’y retrouvent, telles les coffres latéraux sur l’avant des marchepieds, le feu de croisement déporté à l’arrière droit du véhicule, ou l’intérieur en tissu Art déco. Ces différents modèles sont d’abord repris de la C11 : un coach à deux portes et quatre places, codé « Charteorum » et dit également « Lumineuse », qui reprend la carrosserie désignée comme berline à deux portes sur la C11 ; un coupé à deux portes et deux places appelé « Chartapola », une berline à quatre portes et cinq places codée « Chartam », une berline allongée à quatre portes et six ou sept places baptisée « Chartrain », et une conduite intérieure dite « Chartaceum », ainsi qu’une découvrable type Duc, désignée « Charmidor », et une décapotable type sulky, codée « Chartatico », ces deux dernières toutes deux à deux portes et quatre places. 
En 1930, le dessin des ailes de l’ensemble des carrosseries est légèrement modifié. Le coach Charteorum est désormais présenté comme berline « Lumineuse » à deux portes et quatre places, sous le nom « Caline », tandis que le sulky Chartatico disparaît du catalogue. Deux nouvelles carrosseries apparaissent, une conduite intérieur à deux portes et quatre places codée « Club », et une conduite intérieure à deux portes et trois places codée « Chambellan ». 
L’éventail des carrosseries d’usine diminue ensuite, puisqu’en 1931 ne sont plus proposés, outre la berline à sept places Chartrain, qu’une berline à quatre portes et cinq places codée « Chartreuse » et une demi-berline baptisée « Chartre » En 1932 ne subsistent plus que les berlines Chartre et Chartreuse, ainsi qu’une limousine à sept places baptisée « Charrée ». Les tarifs ultérieurs mentionnent d’autres carrosseries, comme la berline à angle vifs « Charton » ou les demi-berlines « Charmette » et « Carlette » proposées en 1934, c’est-à-dire après la fin de production de la C14 en 1932.

## Historique
La Voisin C14 est une évolution de la C11 de 1926, dont seule la différencient quelques modifications de détail apportées au moteur. Celles-ci forcent le constructeur à un nouveau passage aux Mines, qui entraîne une réduction de la puissance fiscale de 14 à 13 CV. En dehors de cela, et d’une légère modification de l’arrière du châssis, les deux modèles restent identiques — avec la même puissance réelle de 66 ch — ce qui n’empêche pas Gabriel Voisin de saisir l’occasion pour donner au véhicule une nouvelle appellation commerciale.
En 1929, le châssis nu est vendu 58 000 francs, tandis que les prix des modèles carrossés d’usine vont de 79 500 F pour la berline « Charteorum » à 88 000 F pour la berline allongée « Chartrain ». À la fin de production en 1932, le châssis nu est proposé pour 45 000 F, la version la plus chère étant la limousine « Charrée », à 78 000 F.
Les berlines carrossées par Manessius, dites « Champagne » et « Aquitaine » et déjà proposées sur la C11, se retrouvent proposées par l’usine sur la C14 jusqu’en 1930, année après laquelle elles disparaissent des catalogues. L’Aquitaine aura d’abord été rebaptisée « Chartacei », avant de retrouver son nom en 1930.
La voiture ne connaît pas d’évolution notable durant sa période de commercialisation, en dehors de ceux survenus en 1930 ; année après laquelle les carrosseries Manessius cessent d’être proposées au catalogue du constructeur. La production cesse en 1932, mais des châssis sont conservés en stock. Les derniers seront vendus lors du salon de l’auto 1935 ; ils restent néanmoins mentionnés sur les tarifs jusqu’en 1939.
Durant sa carrière, la Voisin C14 sera utilisée par plusieurs personnalités comme les chanteurs Joséphine Baker ou Maurice Chevalier, l’architecte Le Corbusier, le photographe Man Ray ou l’écrivain Paul Morand — et par le propriétaire de la marque, Gabriel Voisin.

## Exemplaires subsistants
Étant, avec la C11 qu’elle remplace, une des automobiles Voisin les plus produites, la Voisin C14 existe encore en quantités relativement élevées au XXIe siècle. Un certain nombre de modèles sont exposés dans des musées, tandis que d’autres continuent régulièrement à être échangés entre propriétaires privés.

### Musées
En France, une C14 de 1928, acquise par Fritz Schlumpf est exposée à la cité de l'automobile de Mulhouse. Elle est classée monument historique à titre d’objet depuis le 14 avril 1974. Une autre C14, celle-ci de 1929 et carrossée en coach (modifiée après sa sortie d’usine) est présentée au Musée de Châtellerault depuis 1991,.
En Belgique, il est possible de voir une C14 de 1929 au musée Autoworld de Bruxelles.
En Suisse, deux Voisin C14 sont visibles dans le musée de la Fondation Hervé, à Aigle dans le canton de Vaud : un coach « Lumineuse » de 1928, conservé depuis 1966, et une demi-berline Chartre de 1931, présente dans la collection depuis 1973.

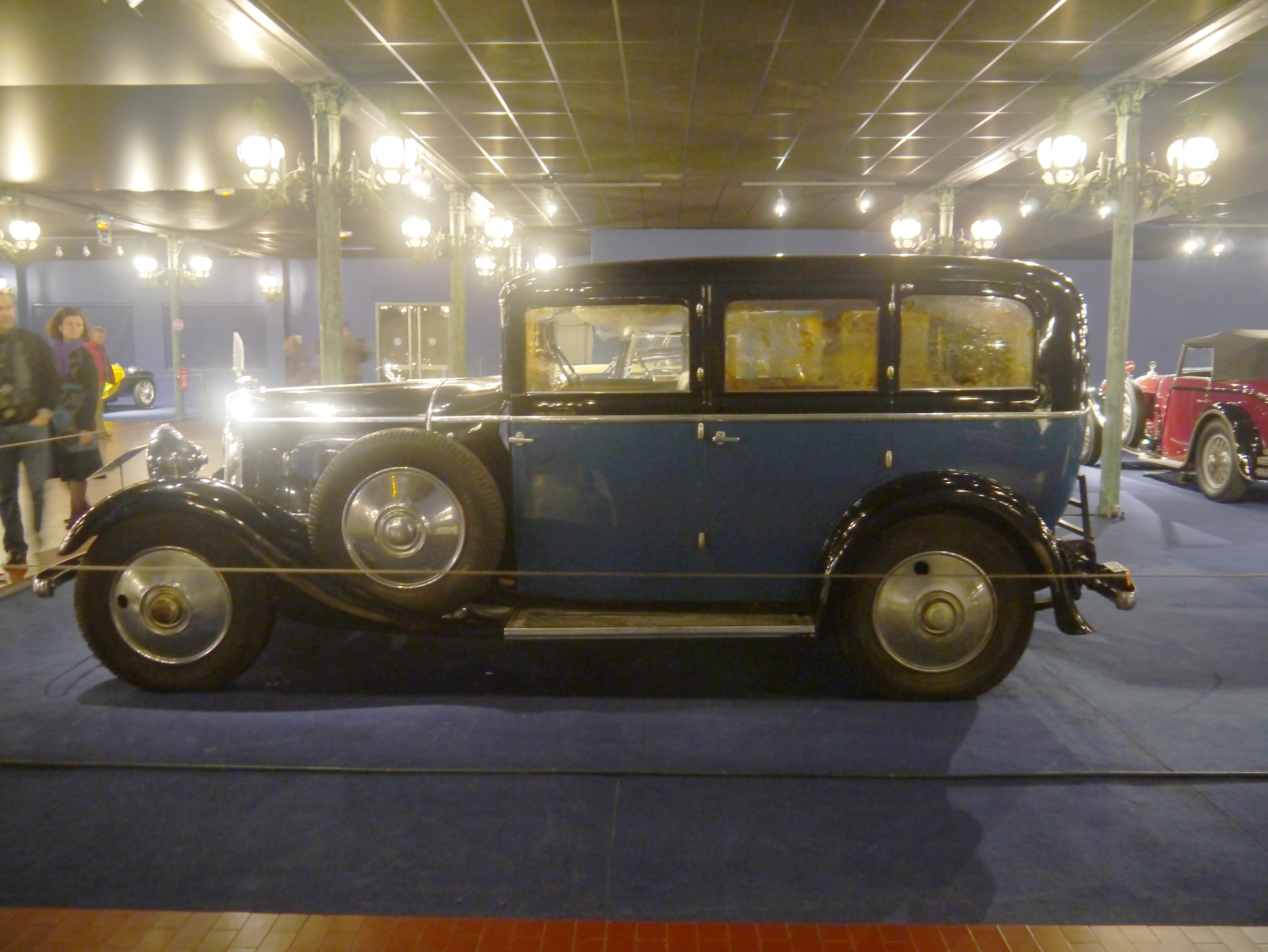
C14 à la Cité de l’automobile
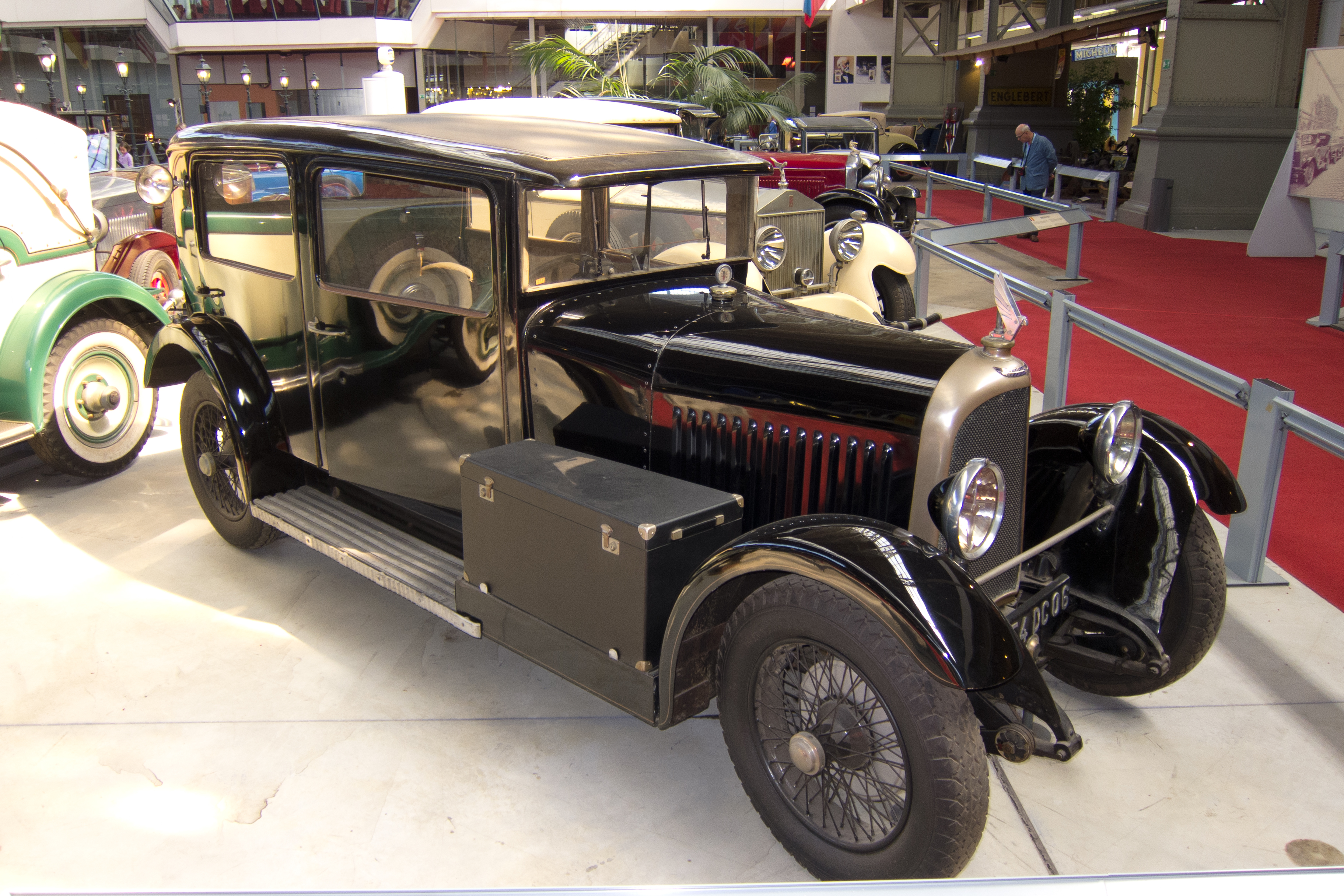
C14 à Autoworld
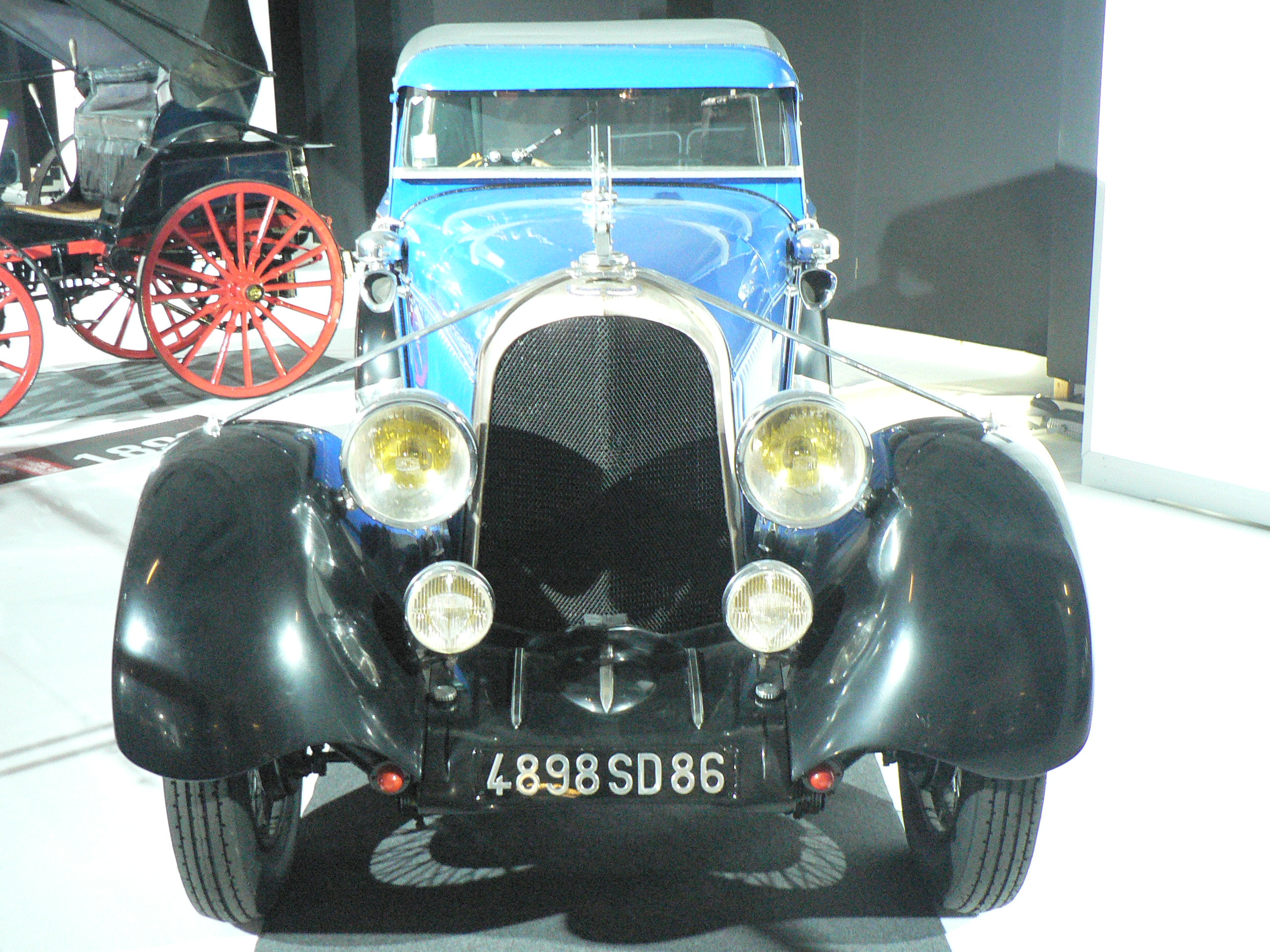
C14 du Musée de Chatellerault

### Ventes
Des Voisin C14 figurent régulièrement au catalogue de ventes aux enchères automobiles prestigieuses, telles celles organisées lors des salons Rétromobile. 
Par exemple, en 2010, une C14 carrossée en demi-berline Chartre y est proposée par Bonhams pour un prix estimé entre 380 000 et 460 000 euros. Lors de Rétromobile 2018, une C14 à carrosserie d’usine est vendue pour 199 520 euros par Artcurial. Lors de l’édition 2019, une autre C14, également en carrosserie d’usine, est proposée pour un prix estimé entre 275 000 et 325 000 euros.
Aux États-Unis, lors d’une vente organisée le 12 mars 2016 par Sotheby's à Amelia Island en Floride, une C14 « Lumineuse » de tout début de série, ayant appartenu à Gabriel Voisin, est proposée avec une estimation située entre 1 200 000 et 1 500 000 $.